# Åke Hansson (språkvetare)
Åke Hansson, född 1927, död 5 juni 2001, var en svensk (skånsk) språkvetare.

## Biografi
Åke Hansson blev filosofie doktor efter att ha disputerat i ämnet nordiska språk vid Lunds universitet år 1970 på avhandlingen Fonematiska studier i skånska dialekter, som utgavs som bok 1969. Han blev docent 1973, och 1974–1977 professor i nordisk filologi vid Uleåborgs universitet. Från 1976 till 1993 var han arkivchef vid Dialekt‑, ortnamns‑ och folkminnesarkivet i Umeå (DAUM). Huvudinriktningen i hans forskning var dialekternas fonemsystem. Fonetiker och dialektologer har satt stort värde på hans Nordnorrländsk dialektatlas. Han införde tidigt datorisering i DAUM:s arbete. Efter pensioneringen återvände han till att arbeta med dialekten i hemtrakten, Östra Ingelstads socken i Skåne; hans ordbok om socknens mål utgavs postumt.